# Trachelipus spretus
Trachelipus spretus là một loài chân đều trong họ Trachelipodidae. Loài này được Budde-Lund miêu tả khoa học năm 1885.